# Falcidens caudatus
Falcidens caudatus är en blötdjursart. Falcidens caudatus ingår i släktet Falcidens och familjen Chaetodermatidae. Inga underarter finns listade i Catalogue of Life.